# Alcázar van Segovia
Het Alcázar van Segovia is een kasteel te Segovia.

## Ligging
De stad en het kasteel zijn gebouwd op een driehoekige bergtop bij de samenloop van de rivieren Eresma en Clamores.

## Gebouw en geschiedenis[1]
De bouw begon in de 11de eeuw onder koning Alfonso VI op een plaats waar al een houten constructie stond. Het kasteel onderging minstens twintig verbouwingen, waarvan die in de 15de eeuw ingrijpend waren. Een van de verbouwingen was onder leiding van Francisco De Mora (1553-1610). Gedurende de 19de eeuw werd het kasteel gerestaureerd na een brand. Het bevat onder andere een troonzaal en een schatkamer.

## Externe links

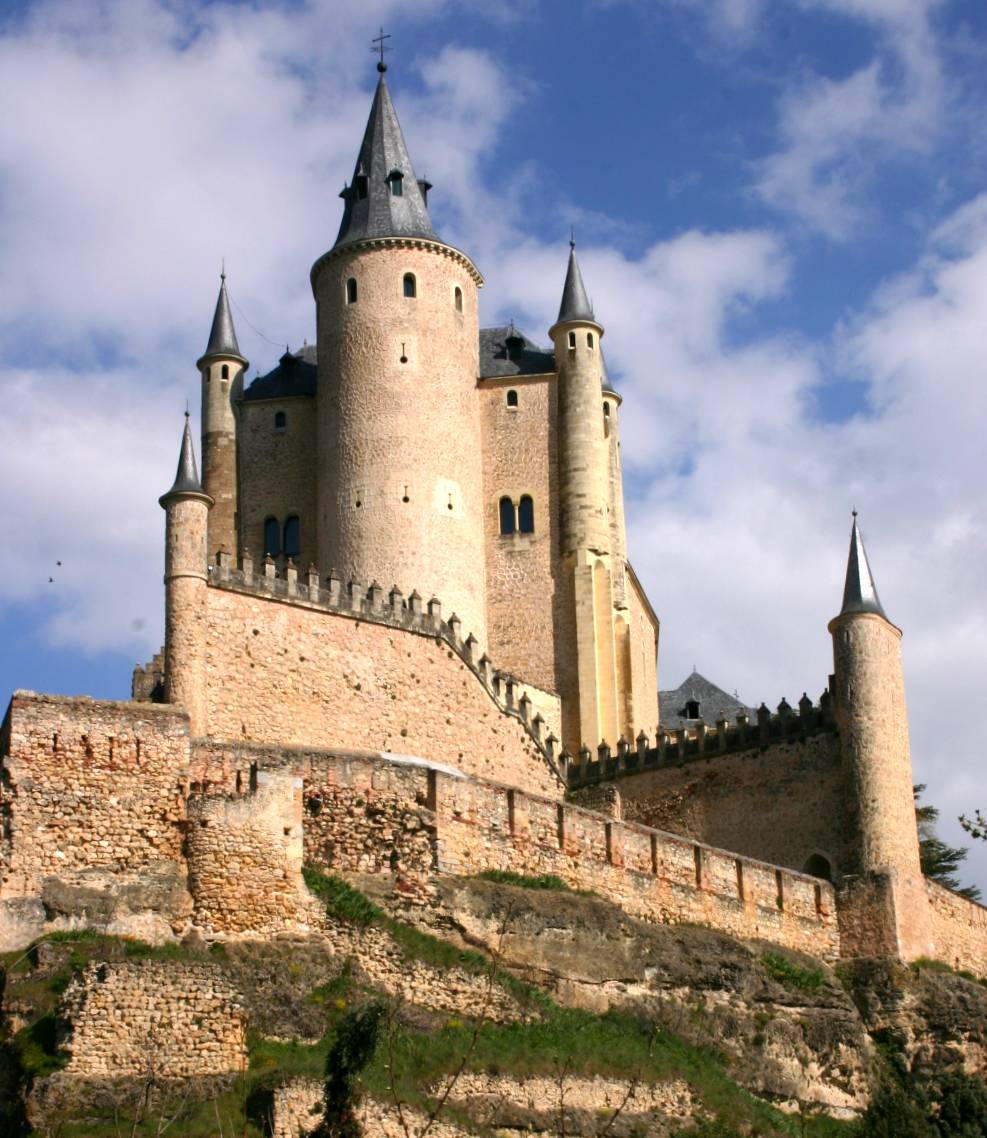
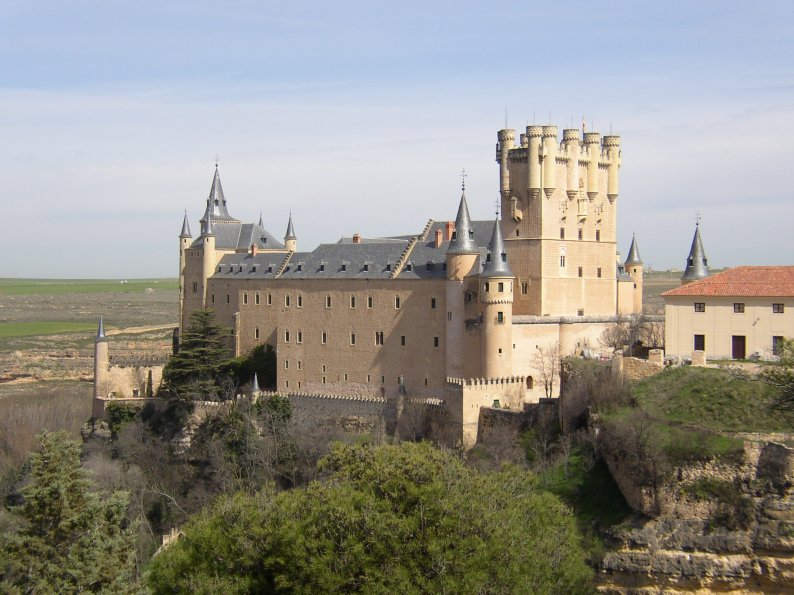
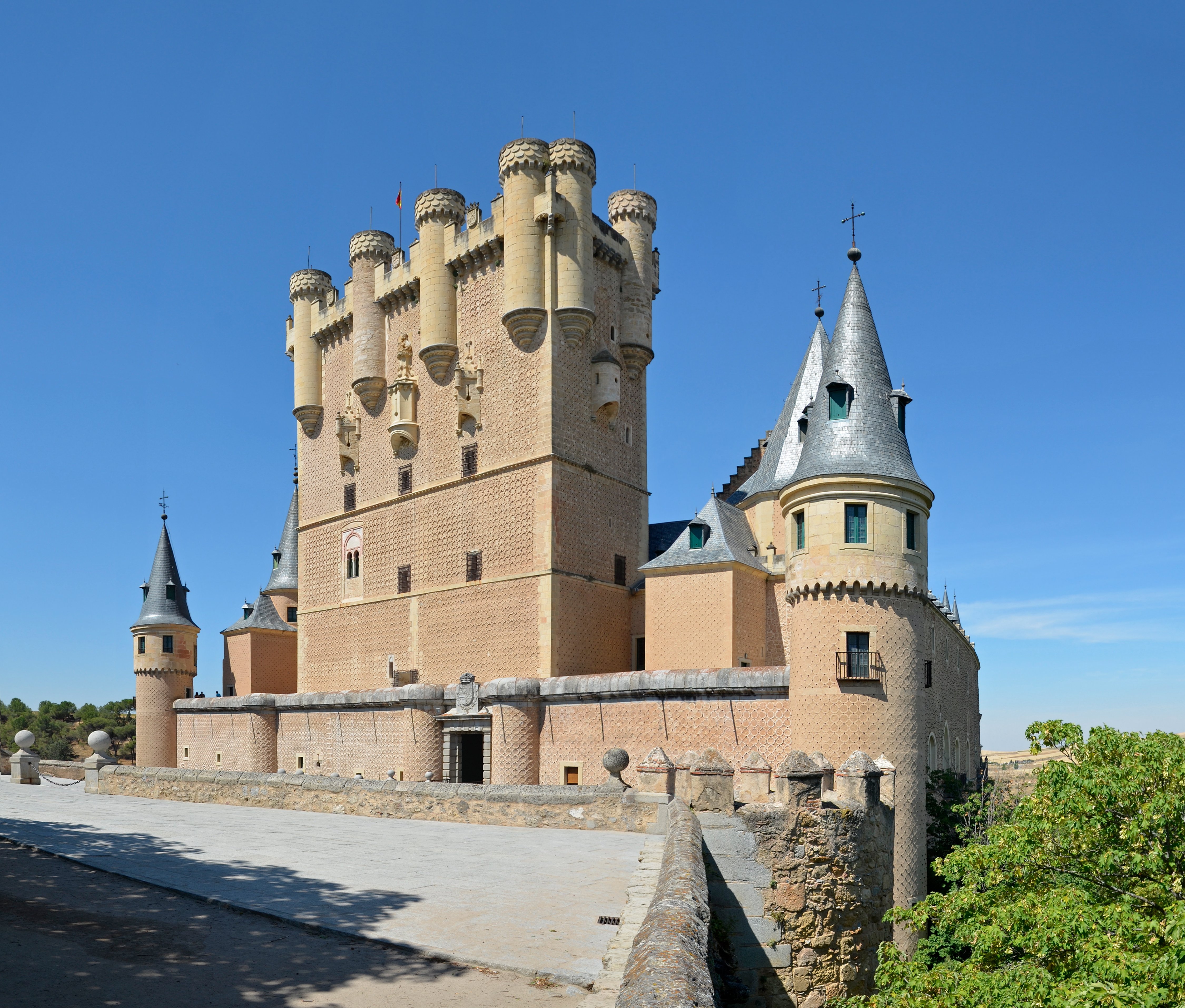
Toren Juan II
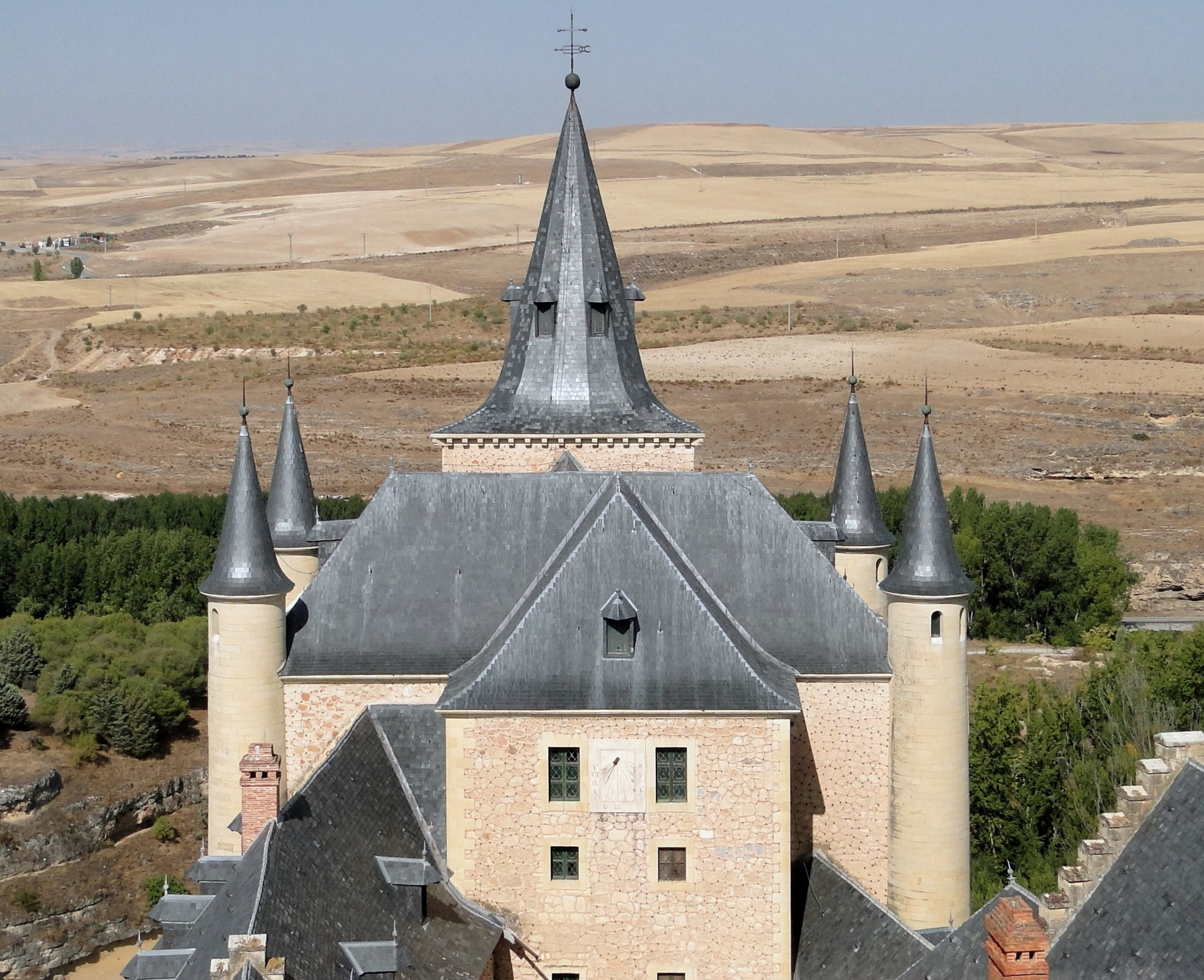
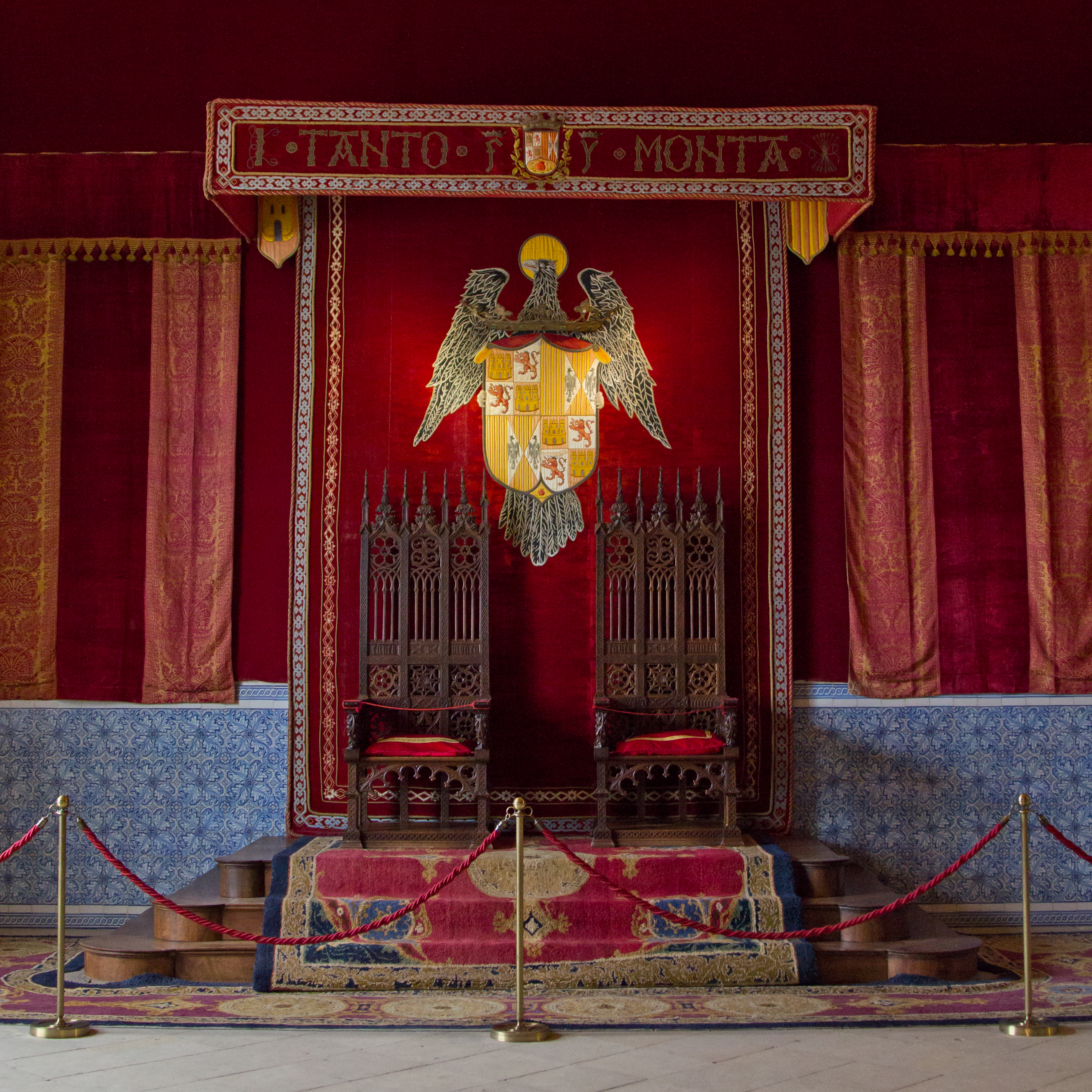
Troonzaal
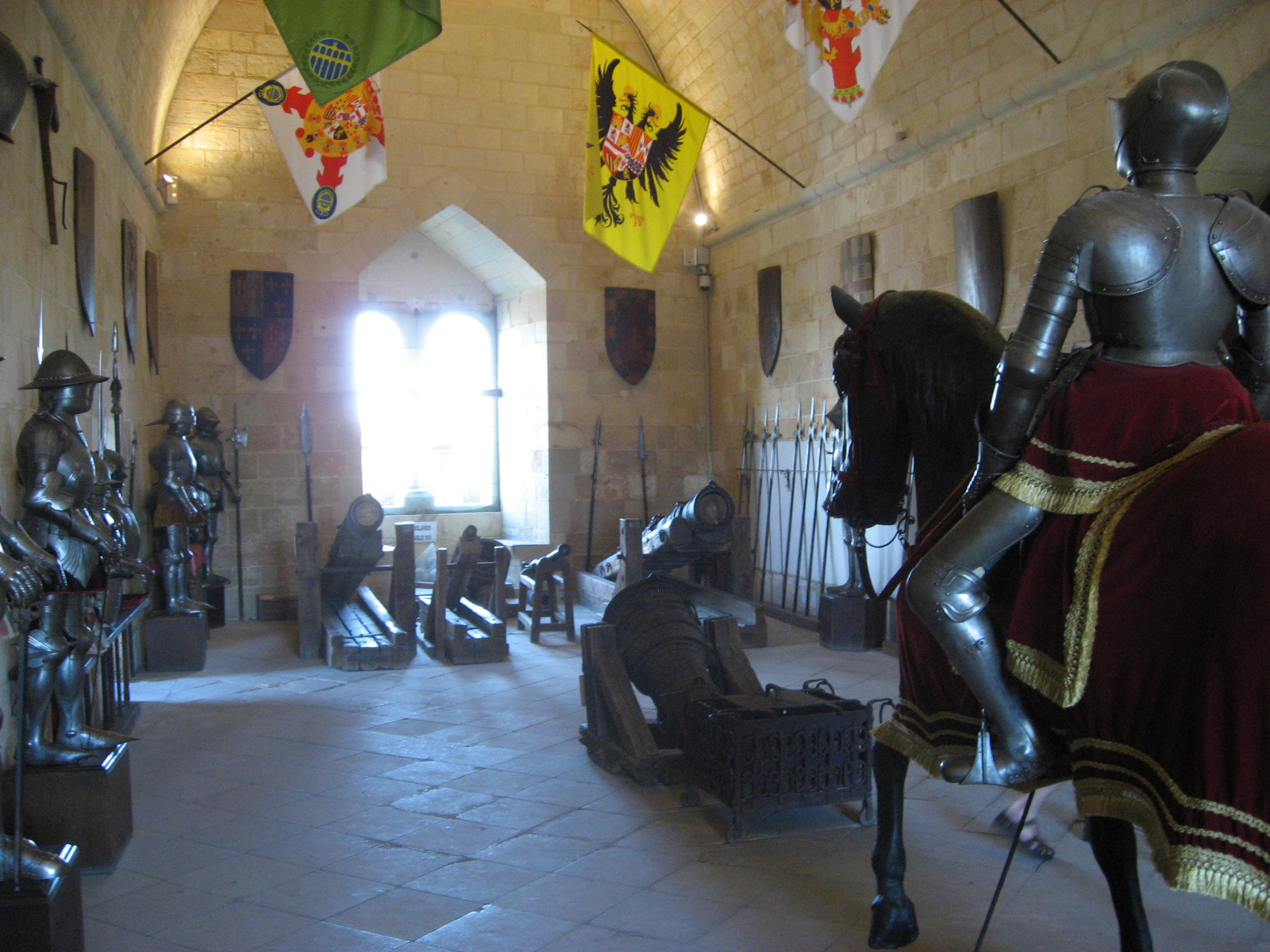
Wapenzaal
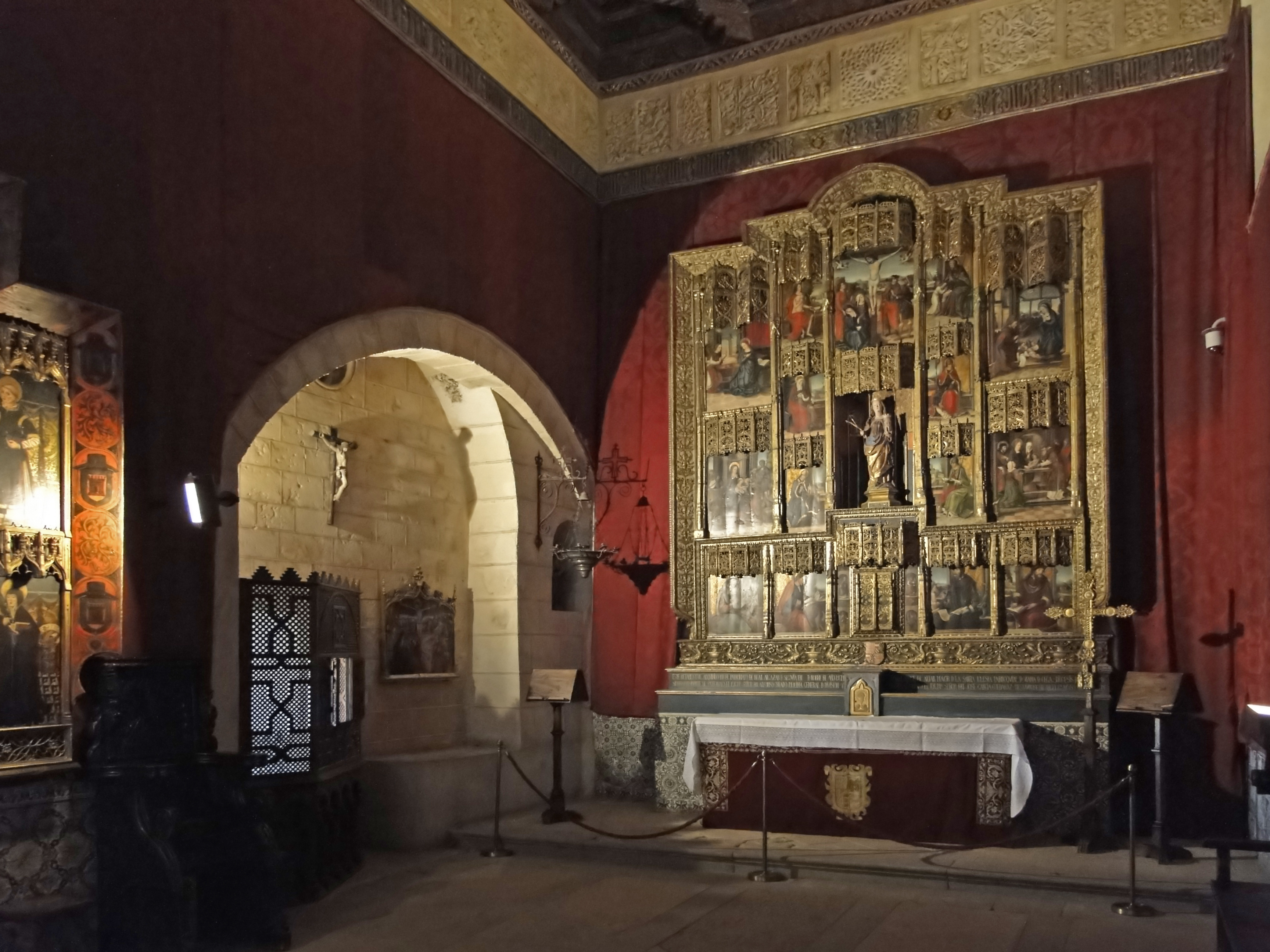
De kapel
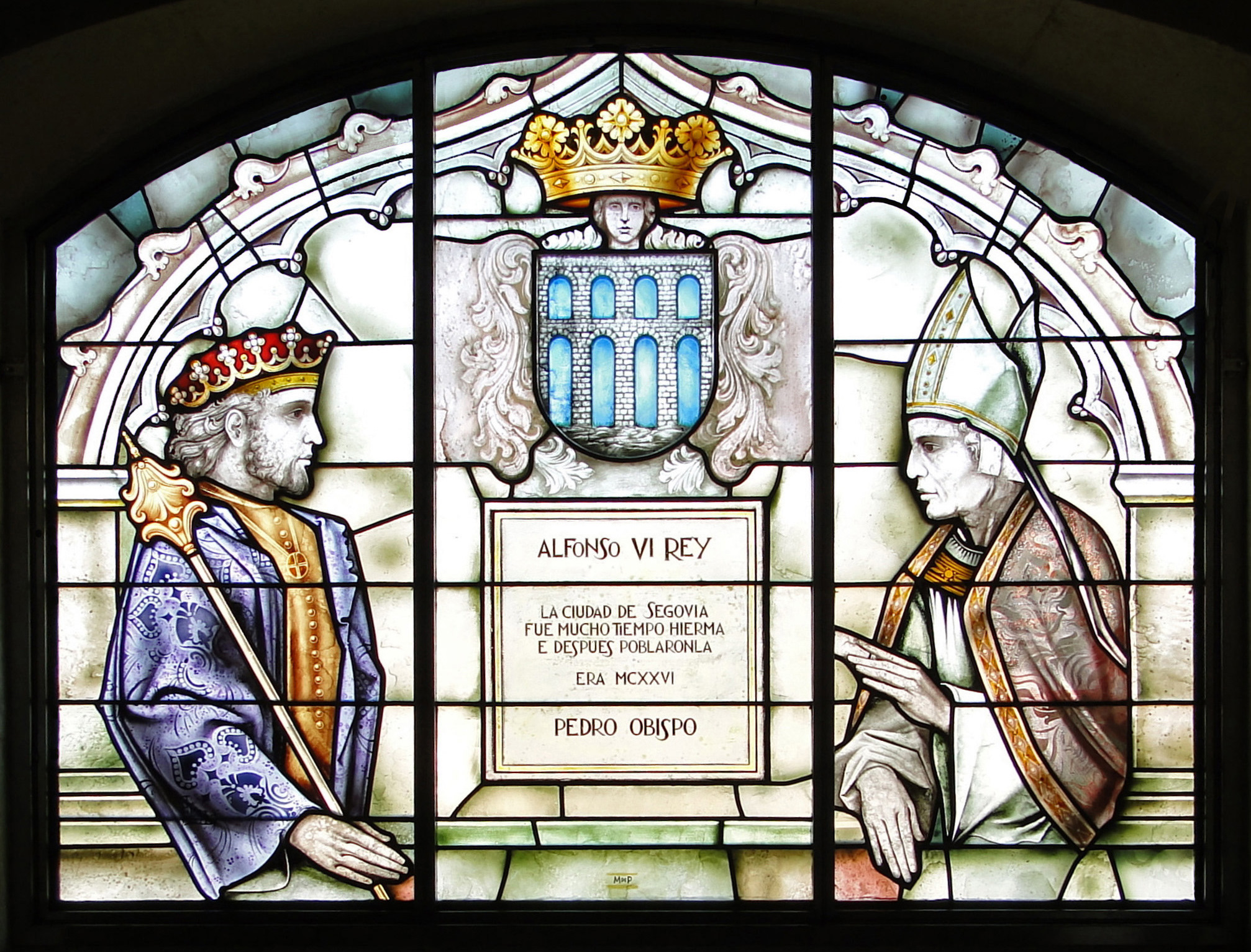
Glasraam